# Cupisniquecultuur
De cultuur van Cupisnique (ca. 800 - 200 v.Chr.) is gelokaliseerd in de Peruviaanse streek tussen de Virú en de Lambayeque. De cultuur bestond naast de Chavincultuur en ging vooraf aan de Mochicacultuur. 
Centraal stond een verzameling van ceremoniële plaatsen. Er zijn geen aanwijzingen dat er sprake was van een centrale regering. De Cupisnique was een samenwerking van meerdere kleinere gemeenschappen met een gemeenschappelijke cultuur. Het gevonden aardewerk bestaat vooral uit grijs of zwart aardewerk versierd met diermotieven.
De bewoners leefden vooral van vis en landbouw. De boeren gebruikten de rivieren voor irrigatie.